# Betadevario ramachandrani
Betadevario ramachandrani är en fiskart som beskrevs av Pramod, Fang, Rema Devi, Liao, Indra, Jameela Beevi och Kullander 2010. Betadevario ramachandrani ingår i släktet Betadevario och familjen karpfiskar. IUCN kategoriserar arten globalt som otillräckligt studerad. Inga underarter finns listade.